# تاریخ دخانیه
تاریخ دخانیه یا تاریخ وقایع تحریم تنباکو  نوشته شیخ حسن اصفهانی(متولد اصفهان - درگذشت: روز پنجشنبه ۱۷ ربیع‌الاولی ۱۳۲۲، کاظمیه) معروف به کربلایی است. شیخ حسن کربلایی از شاگردان میرزای شیرازی بوده‌ است که این کتاب را به درخواست میرزای نائینی مؤلف کتاب تنبیه الامه و تنزیه المله در مورد وقایع قیام تنباکو در سال ۱۳۱۰هجری قمری می‌نویسد. 

## درباره مولف
شیخ حسن کربلایی در اصل اصفهانی، مولف تاریخ دخانیه از شاگردان ممتاز آیت‌الله میرزای شیرازی و آیت‌الله سید اسماعیل صدر بوده‌است. حدود سال ۱۳۰۰ به سامرا هجرت کرد و مدتی طولانی در درس آیت‌الله مجدد شیرازی شرکت کرد و تقریرات درس او را در فقه و اصول نگاشت. در سال ۱۳۱۰ تالیف رساله تحریم دخانیه را پایان داد. تا سال فوت میرزای شیرزای در سامرا ماند و در سال ۱۳۱۴ به کربلا بازگشت و مصاحبت سید اسماعیل صدر را برگزید. در کاظمیه سال ۱۳۲۲ در گذشت و همان جا مدفون شد. از جمله اساتید وی را سید محمد اصفهانی و شیخ فضل الله نوری و سید محمد فشارکی ذکر کرده‌اند.
شیخ حسن و میرزای نائینی دوست و با یکدیگر مصاحبت داشته‌اند. در آن زمان شیخ حسن، مجتهدی برجسته بود ولی نه در حد میرزای نائینی. به سفارش میرزای نائینی کتاب تاریخ دخانیه را که تقریباً جامع‌ترین کتاب در این خصوص است، نوشت بعد از فوت او میرزای نائینی تکفل خانواده او را به عهده داشت.
علامه سید شرف الدین، یکی از شاگردان شیخ حسن بوده، و در جدال و مناظره نسبت به میرزای نائینی شجاع تر بود و سعه بیشتری داشت.

## ویژگی‌های کتاب
علی رغم اینکه شیخ حسن فقیه بوده، کتابش در تاریخ جنبش، اثری بکر و بدیع بوده و می‌توان گفت که اسلوب نگارش تاریخ را تا حدود زیادی رعایت کرده‌است. پرداختن وی به نوشتن تاریخ چنین جنبشی، نشانگر جایگاه والایی است که این جنبش به لحاظ دینی و سیاسی در ذهنیت شیخ داشته‌است. وی جهت گیری‌های فکری خودش را نیز در این کتاب آورده‌است.
از مهمترین نکاتی که در این کتاب می‌توان به آن اشاره کرد عبارت است از:
1. تحرک مردم و به عبارتی حضور توده‌های مردم در این جنبش بوده و همه جا به عنوان حرکت” عمومی مردم“ از آن یاد کرده‌است.
2. مفهوم دقیق ملت را با عنایت به ملت مسلمان ایران که هویت مشترک مذهبی داشته‌اند، اصل قرار داده و همه جا از علما به عنوان روسای ملت یاد کرده و در برابر آنها، دولت را قرار داده‌است.
3. در نگاه وی “اعلای کلمه ملت” مساوی با “اعلای کلمه اسلام ” و در مجموع به معنای قوت و قدرت حضور این هویت مشترک مذهبی در میان توده مردم است.
4. استفاده از متن تلگراف‌ها به عنوان اسناد جنبش و همچنین استفاده از نامه‌ها از شهرهای مختلف
5. آشنایی او با افکار تجدد خواهانه و فرنگی مابانه و آوردن مقاله‌ای در این زمینه و نقد او[۱]